# Griffonia simplicifolia
Griffonia simplicifolia (syn. Bandeiraea simplicifolia, Гриффония простолистная) — древесный вьющийся кустарник родом из Западной и Центральной Африки. Вырастает до 3 метров, имеет зеленоватые цветы, которые развиваются в чёрные стручки.

## Химические компоненты
Семена растения используются как биологически активная добавка из-за содержания в них 5-гидрокситриптофана (5-HTP) . 5-гидрокситриптофан — важная аминокислота для человеческого тела для выработки серотонина. Серотонин играет важную роль в организме, особенно в качестве нейротрансмиттера для передачи сигналов между нейронами нервной системы. Griffonia simplicifolia также содержит легумин GS4.